# 天儀治平
天儀治平（てんぎちへい）は、西夏の崇宗の治世で用いられた元号。1086年 - 1089年。

## 西暦・干支との対照表
| 天儀治平 | 元年   | 2年    | 3年    | 4年    |
| 西暦     | 1086年 | 1087年 | 1088年 | 1089年 |
| 干支     | 丙寅   | 丁卯   | 戊辰   | 己巳   |